# Osteopygis
Osteopygis is een geslacht van uitgestorven schildpadden. Osteopygis was, zoals oorspronkelijk in 1868 benoemd door Edward Drinker Cope, een chimaera van twee soorten: de postcrania (inclusief het holotype) behoorden tot een niet-mariene stam Cryptodira, terwijl het cranium behoorde tot de zeeschildpadden. In 2005 werd het verwezen materiaal verdeeld over twee taxa: de postcrania bleven bij Osteopygis, terwijl de schedels werden toegewezen aan Euclastes wielandi.
De typesoort is Osteopygis emarginatus. De geslachtsnaam betekent 'met botgleuven'. De soortaanduiding betekent 'met inhammen'. Omdat pyga of pygè vrouwelijk is, wordt de soortaanduiding ook wel als emarginata geschreven, zoals verplicht is volgens de regels der nomenclatuur. Het holotype is AMNH 1485, een exemplaar gevonden in de Barnsboro Greensand bij Hornerstown, een kustafzetting in de Hornerstownformatie van New Jersey die dateert uit het Maastrichtien. Talrijke exemplaren zijn aan de soort toegewezen.

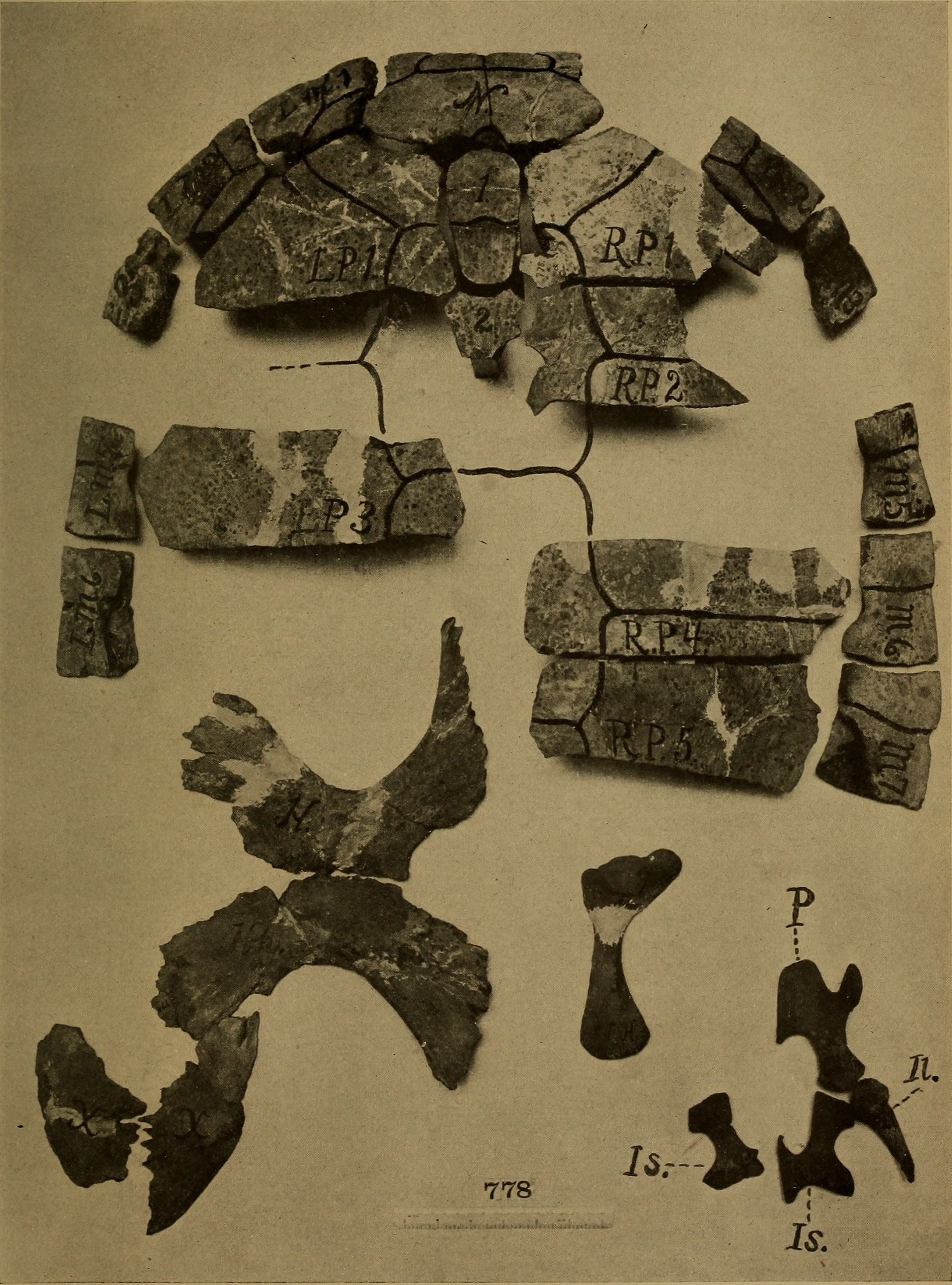
Propleura borealis

Er zijn verschillende jongere synoniemen, mede doordat Cope geneigd was voor ieder fossiel een aparte soort te benoemen: Amblypeza entellus, Catapleura chelydrina, Catapleura ponderosa Cope 1871 (AMNH 1475), Lytoloma angusta Cope 1868 (Paralectotype 9223), Lytoloma jeanesi Cope 1868 (holotype is verloren gegaan, is ook benoemd als een apart geslacht Propleura), Osteopygis platylomus Cope 1868 (PNAS 14676), Osteopygis chelydrinus Cope 1868 (AMNH 1131), Osteopygis erosus Cope 1875 (AMNH 1130), Propleura borealis Wieland 1904 (YPM 778, ook gezien als een Osteopygis borealis), Osteopygis gibbi Wieland 1904 (YPM 783 uit de collectie van Othniel Charles Marsh) en Osteopygis robustus Hay 1908 (AMNH 1360).
Problematisch is dat Cope Chelone sopita Leidy 1865 in 1868 hernoemde tot een Osteopygis sopita. Het holotype hiervan, specimen ANSP 9223, is waarschijnlijk ook een exemplaar van P. emarginata. Dat zou betekenen dat Osteopygis sopita prioriteit heeft. Dit wordt meestal opgelost door deze soort als een nomen dubium te beschouwen.
Bepaalde soorten uit China zijn in Osteopygis geplaatst. Osteopygis acutus Bohlin 1953 en Osteopygis latilimbata Bohlin 1953 zijn gebaseerd op schildranden uit Gansu.
In 1988 werd een Osteopygis roundsi benoemd op basis van skelet USNM 412108 uit Virginia.
Clemmys backmani Russell 1934 werd in 2022 hernoemd tot een Osteopygis backmani.